# アズ七日町
アズ七日町（アズなのかまち、az nanokamachi）は、山形県山形市七日町ある複合施設ビルである。

## 概要
国道112号（七日町通り）沿いに位置。山形市と地元地権者が共同で整備し、1987年に開業。開業当初は3フロアに専門店が32店舗存在したが、2015年に大型書店が撤退するなどした結果、2階と3階のテナントスペースの大半が空室となった。

## 建物構造
アズ七日町は8階建てのビルである。1階から3階はショッピングフロアとなっており、4階から8階は山形市中央公民館となっている。
フロア構成
| 階   | フロア概要                                                                     |
| ---- | ------------------------------------------------------------------------------ |
| 8階  | 機械室                                                                         |
| 7階  | ホール上部、楽屋4、リハーサル室                                                |
| 6階  | ホール、楽屋1〜3                                                               |
| 5階  | 研修室1〜4、和室1・2、視聴覚室、音楽室、調理室、会議室、談話室、遊技室、図書室 |
| 4階  | 事務室、ギャラリー、大会議室、パソコン室、軽運動室                             |
| 3階  | 商業店舗                                                                       |
| 2階  | 商業店舗                                                                       |
| 1階  | 商業店舗                                                                       |
| 地下 | 駐車場（有料）                                                                 |

### ショッピングフロア
出店全店舗一覧は公式サイトを参照。
2015年にオープンした藤崎のサテライトショップである藤崎の山形店や、無印良品、2017年に閉店したセブンプラザから移転したキャンドゥ山形アズ七日町店などが存在する。

### 山形市中央公民館
大小15の研修室等を始め、600人を収容できる多目的ホールやギャラリーなどを併設している。ホールは山形国際ドキュメンタリー映画祭のメイン会場など、様々なイベント会場として使われている。
5階のフロアには山形市立図書館の中央分館がある。
アズ七日町に入居前は三浦記念山形商工会館の中に存在した。

## アクセス
- 電車
  - JR山形駅から1km。（徒歩約12分）
- バス
  - バス亭七日町から徒歩1分。
  - バス停本町から徒歩1分。

アズ七日町の地下に有料駐車場がある。（建物の裏に入口が存在）